# Афанасьєв Віктор Андрійович
Ві́ктор Андрі́йович Афана́сьєв (нар. 1 січня 1917, Актюбінськ — 4 червня 1987, Харків) — український режисер. Заслужений діяч мистецтв УРСР (1956), Народний артист Української РСР (1967). Художній керівник Харківського театру ляльок.
Народився в Актюбінську.

## Біографія

Меморіальна дошка у Харкові

1934 — розпочав сценічну діяльність актором Всеукраїнського показового театру ляльок при Харківському палаці піонерів. Його першими ролями були Жучок і Павучок у казці «Мийдодір». Після успішних дебютів у різноманітних ролях на сцені Палацу, Віктор Андрійович працював і в інших театрах.
1938 — був організатором Алтайського театру ляльок, 1939 — головним режисером театру ляльок в Караганді.
У 1941–1946 — в рядах Радянської Армії, згодом викладач.
У 1952 Афанасьєв повертається до творчої праці. У 1952–1983 рр. — головний режисер Харківського театру ляльок. Серед його найкращих постановок: «Запорожець за Дунаєм» С. Гулака-Артемовського, «Горбоконик» за П. Єршовим, «Чортів млин» Я. Дрди та І. Штока.
Спираючись на найкращих представників творчої інтелігенції Харкова, за кілька років В.Афанасьєв зміг зробити театр справжнім центром мистецького життя, гордістю харків'ян. Талановитий учень В. А. Афанасьєва О.Рубинський так писав про нього: «Виктор Андреевич был самородком. Спектакли ставил с такими же самородками, как и он сам. Практически все они, включая и Виктора Андреевича, не имели высшего театрального образования. Тем не менее, он и плеяда его единомышленников, создали целую культуру, оставившую след в истории украинского театра кукол».
В. Афанасьєв  зумів довести, що в театрі ляльок може і повинен існувати вечірній репертуар для дорослого глядача.
У грудні 1955 р. відбулася перша прем'єра лялькової вистави «Чортів млин» І.Штока в постановці В. А. Афанасьєва. Вистава унікальна не тільки як перша постановка для дорослих в Україні, а й як довгожитель у ляльковому середовищі. Вона пережила вже декілька реставрацій з моменту своєї появи, і понад 60 років не сходить зі сцени, користуючись незмінним успіхом у глядача.
У 1963–1964 надавав допомогу у створенні професійного театру ляльок у Каїрі.
У 1969 році за ініціативою Афанасьєва при Харківському інституті культури був набраний курс акторів, а у 1970 — режисерів театру ляльок. 26 січня 1973 при цьому інституті була створена перша в Україні кафедра театру ляльок, яку він очолив. На той час це була друга подібна кафедра у Радянському Союзі (після Ленінграду) та єдина в Україні.
Вже за перше десятиліття існування кафедри театру ляльок Віктор Андрійович підготував нове покоління професійних лялькарів, створив потужний науково-методичний центр, де поруч із досвідченими викладачами почали свою педагогічну діяльність молоді випускники кафедри.
З 1959 по 1987 Афанасьєв був віце-президентом радянської секції, президентом українського відділення UNIMA (Міжнародна спілка лялькарів), членом Правління і Президії Українського Союзу театральних діячів.
Помер 4 червня 1987 р. у Харкові.
1997 — Постановою Кабінету Міністрів України № 1254 от 6 листопада 1997 Харківському театру ляльок було присвоєно ім'я В. А. Афанасьєва.

## Творчість

### Режисерські роботи
За час своєї діяльності поставив понад 100 вистав. Серед них:
- 1953 — «Горбоконик» П.Єршова
- 1955 — «Чортів млин» Я.Дрди та І.Штока
- 1956 — «Запорожець за Дунаєм» С.Гулака-Артемовського
- 1958 — «Король-олень» К.Ґоцці
- 1960 — «Ілля Муромець» В.Курдюмова
- 1960 — «Дванадцять стільців» за І.Ільфом і Є.Петровим
- 1965 — «Божественна комедія» І.Штока
- 1976 — «Український вертеп» за фольклорними мотивами
- 1977 — «Шерлок Холмс проти агента 007, або Де собака заритий» А.Житницького, В.Левіна

### Акторські роботи в театрі
Серед ролей, виконаних В.Афанасьєвим: Ісидор («Чортів млин»), Брігелла, Леандро («Король-олень»), Остап Бендер («Дванадцять стільців») та ін.